# Placówka Straży Celnej „Sianki”

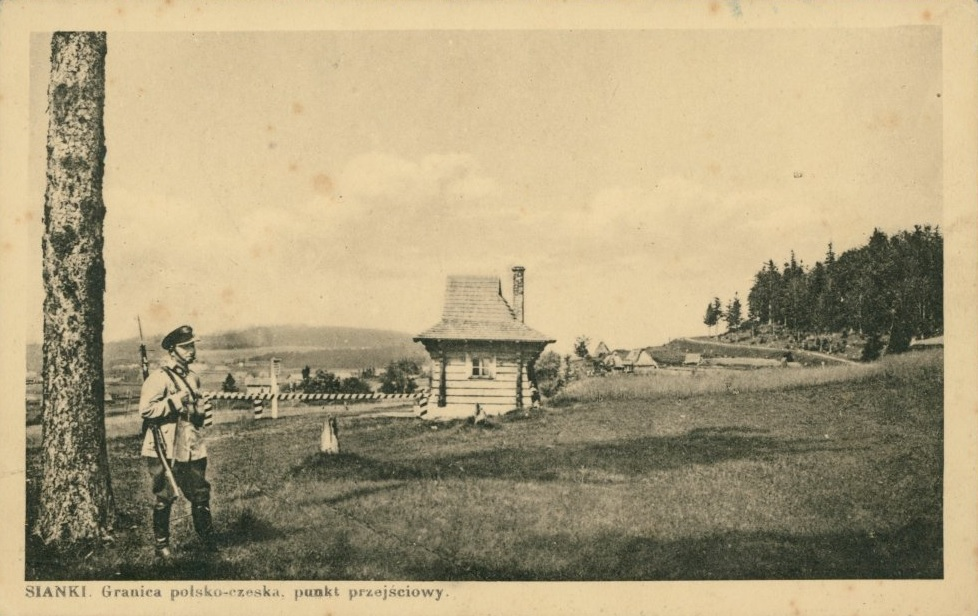
Granica polsko-czeska. Punkt przejściowy. (zdjęcie późniejsze)

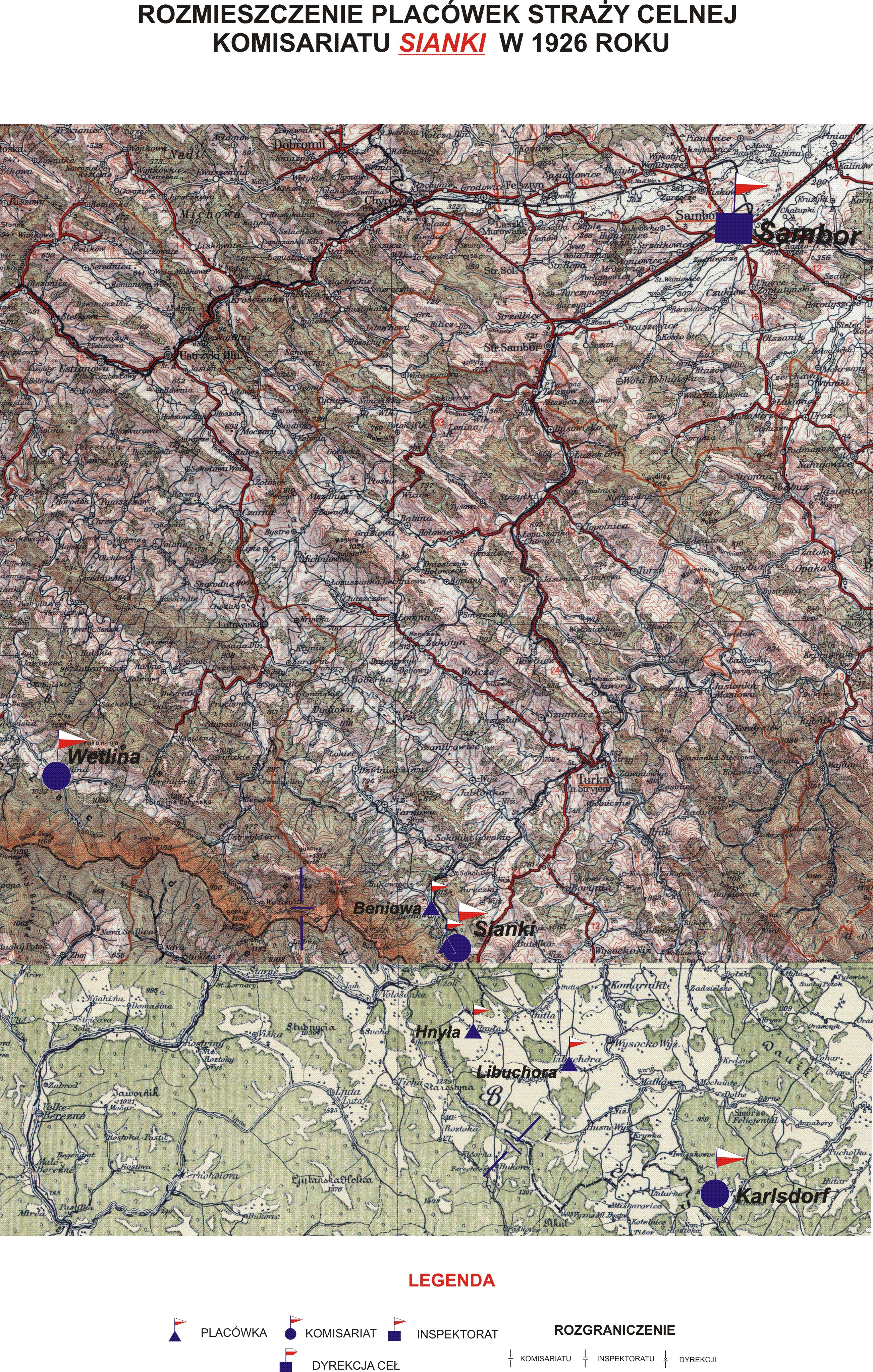
Rozmieszczenie placówek SC Komisariatu Sianki w 1926 r.

Placówka Straży Celnej „Sianki” – jednostka organizacyjna Straży Celnej pełniąca w okresie międzywojennym służbę ochronną na granicy polsko-czechosłowackiej.

## Formowanie i zmiany organizacyjne
Na wniosek Ministerstwa Skarbu, uchwałą z 10 marca 1920 roku, powołano do życia Straż Celną. Od połowy 1921 roku jednostki Straży Celnej rozpoczęły przejmowanie odcinków granicy od pododdziałów Batalionów Celnych. Proces tworzenia Straży Celnej trwał do końca 1922 roku. Placówka Straży Celnej „Sianki” weszła w podporządkowanie komisariatu Straży Celnej „Sianki” z Inspektoratu SC „Sambor”.
W drugiej połowie 1927 roku przystąpiono do gruntownej reorganizacji Straży Celnej. W praktyce skutkowało to rozwiązaniem tej formacji granicznej. Ochronę północnej, zachodniej i południowej granicy państwa przejęła powołana z dniem 2 kwietnia 1928 roku Straż Graniczna.
Rozkazem nr 5 z 16 maja 1928 roku w sprawie organizacji Małopolskiego Inspektoratu Okręgowego dowódca Straży Granicznej gen. bryg. Stefan Pasławski powołał komisariat Straży Granicznej „Wysocko Niżne”. Placówka Straży Granicznej I linii „Sianki” znalazła się w jego strukturze.

## Funkcjonariusze placówki
Kierownicy placówki
| stopień    | imię i nazwisko, numer   | okres pełnienia służby | kolejne stanowisko |
| ---------- | ------------------------ | ---------------------- | ------------------ |
| przodownik | Franciszek Grewling (72) | był w 1926             |                    |

Obsada personalna placówki w 1926:
- przodownik Franciszek Grewling (72)
- starszy strażnik Szczepan Roguszka (333)
- starszy strażnik Franciszek Skuta (1515)
- strażnik Piotr Stefański (797)
- strażnik Franciszek Kowalowski (2122)
- strażnik Stefan Drążkowiak (676)
- strażnik Ludwik Hełka (686)
- strażnik Jan Kasprzak (691)
- strażnik Józef Lizoń (1779)
- strażnik Józef Augustyniak (819)
- strażnik Wawrzyniec Korzec (1930)
- strażnik Aleksander Mądry (1958)
- strażnik Michał Pawliczek (2184)
- strażnik Jan Gołochowicz (941)